# För livets skull
För livets skull är en svensk psalm med text och musik skriven 1991 av prästen och tonsättaren Per Harling. Den är skriven till ett Svenska ekumeniskt möte 1992 i Lund, med temat "för livets skull". Mötet arbetade med Justice, Peace and the Integrity of Creation, som mellan 1983 och 1991 arbetats med i Kyrkornas världsråd. Textens första vers bygger på Johannesevangeliet 8:32 och Romarbrevet 12:18, andra versen på Första Moseboken 1:29 och Joel 2:21–23, tredje versen på Amos 5:24 och fjärden versen på Lukasevangeliet 2:20 och 23:44–46. Psalmen handlar om att sanningen skall segra till slut, vanmakt skall vändas till vrede och rätten flöda fram.
Harlings verk är upphovsrättsligt skyddat.

## Publicerad i
- Psalmer i 90-talet som nummer 886 under rubriken "Tillsammans på jorden — Ansvaret".[1]
- Psalmer i 90-talet – Körsatser.[1]
- Verbums psalmbokstillägg 2003 som nummer 788 under rubriken "Tillsammans i världen".[1]
- Ung psalm som nummer 182.[1]